# Universitat Tulane
La Universitat Tulane (oficialment The Tulane University of Louisiana) és una universitat privada, laica, amb vocació per la recerca, situada a Nova Orleans, estat de Louisiana, als Estats Units. Va ser fundada en 1834 com una escola mèdica pública que es va desenvolupar al llarg dels anys 1830 fins a convertir-se formalment en una universitat l'any de 1847. Va ser privatitzada sota el patrocini del filantrop Paul Tulane i de Josephine Louise Newcomb en 1884. Tulane és part de l'Associació d'Universitats Americanes i de la col·loquialment denominada Southern Ivy League, parafrasejant a les universitats que integren el Ivy League del nord-est dels Estats Units.

## Història

### Fundació
La Universitat Tulane va ser fundada en 1834 com el Medical College of Louisiana, com a resposta a les epidèmies de verola, febre groga i còlera que es donaven en l'època als Estats Units. La Universitat va ser en un temps, en la primera meitat del segle xix, el segon hospital en el sud i el quinzè dels Estats Units. En 1847, la legislatura estatal va establir l'escola com la Universitat de Louisiana, una universitat pública. Poc més tard, li va ser afegit el departament de lleis (Tulane University Law School). En 1851, es va seleccionar al primer president de la universitat: Francis Lister Hawks, un bisbe episcopal i ciutadà prominent de Nova Orleans.
Va ser tancada de 1861 a 1865, durant la guerra civil nord-americana. En concloure la guerra i reobrir-se la universitat va passar per una sèrie de períodes crítics per raons financeres, principalment degudes a la depressió econòmica de la regió prevaleciente llavors. Va ser llavors que Paul Tulane, empresari i filantrop, va donar els terrenys en què està enclavada la institució a fi d'afavorir el seu ressorgiment. Aquesta donació va conduir a la formació d'un fons, el Tulane Educational Fund (TEF). Com a resposta, sota la influència del general de la Guerra Civil, Randall Lee Gibson, la legislatura estatal de Louisiana va transferir el control de la Universitat de Louisiana, existent, als administradors del TEF en 1884. Aquest va anar pròpiament a l'acte de creació de la Universitat Tulane. En ser privatitzada la Universitat, es va tornar la primera i l'única universitat nord-americana a haver-hi estat convertida del sector públic al privat.
En 1885, es va establir la divisió de graduats que més tard es transformaria a l'Escola de Graduats de la Universitat. Un any més tard, donacions per més de 3,6 milions de dòlars per part de Josephine Louise Newcomb van permetre l'establiment de l'H. Sophie Newcomb Memorial College dins de la Universitat Tulane. Est va ser el primer col·legi per a dones a nivell universitari, que hauria de convertir-se en un model usat per institucions com el famós Pembroke College de la Brown University. En 1894 es va formar el Col·legi de Tecnologia, que després es convertiria en la Escuels d'Enginyeria. El mateix any de 1894 la Universitat es va traslladar al seu campus actual en la històrica St. Charles Avenue, que va guanyar fama pel trajecte del seu famós tramvia.

### Segle XX

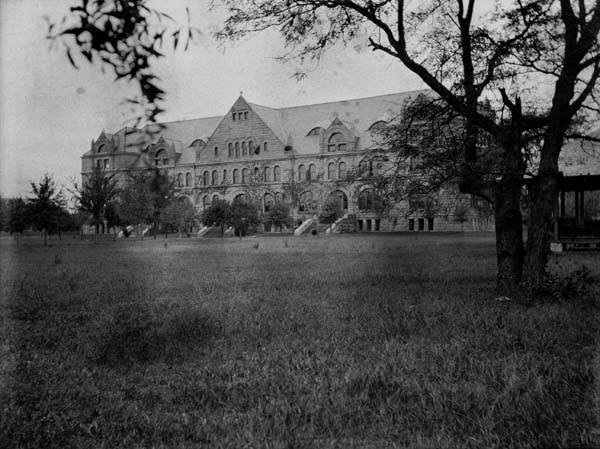
Una vista del Gibson Hall en 1904, al campus urbà de la Universitat Tulane.

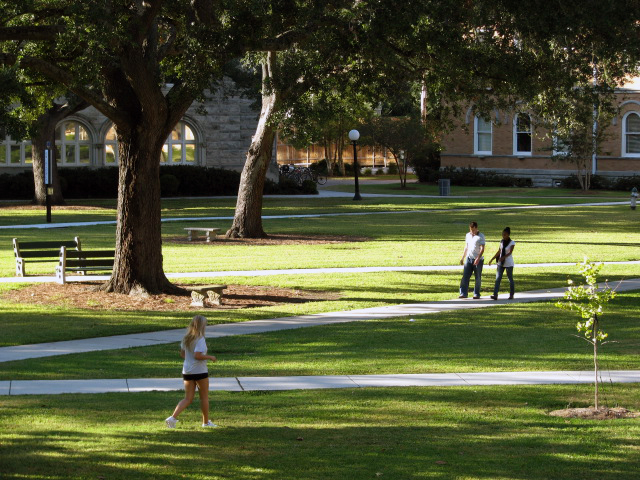
El Gibson Quad. al campus central de Tulane.

Amb l'obres assolides al segle xix, la Universitat va aconseguir una base fundacional ferma que li va permetre continuar el seu creixement al llarg del segle xx. En 1901, es va posar la primera pedra per a la biblioteca F.W. Tilton gràcies als donatius de l'empresari Frederick William Tilton (1821–1890). En 1907, es va establir la base per a la creació de l'Escola d'Arquitectura. Un any més tard es van crear les escoles d'Odontologia i Farmàcia encara que va anar només de manera temporal, ja que l'escola d'Odontologia va tancar les portes en 1928 i Farmàcia, en 1934. En 1914, es va establir el Col·legi de Comerç, la primera escola de negocis a les universitats del sud dels Estats Units. En 1925, es va crear l'Escola de Graduats i dos anys més tard es va establir l'Escola de Treball Social. També en el tema de les arts Tulane va promoure l'estudi universitari creant la Newcomb School of Art amb William Woodward com el seu primer director.
En 1925 es va fundar el Middle American Research Institute amb la intenció de fer recerca històrica, arqueològica sobre botànica així com dels recursos naturals de la conca del Golf de Mèxic.
El University College es va establir en 1942 com la divisió per a la formació universitària contínua. Cap a 1950, l'Escola d'Arquitectura es va independitzar de la d'Enginyeria i en 1958, la Universitat va ser seleccionada per formar part de l'Associació d'Universitats Americanes, una organització que inclou les 62 més importants universitats dels Estats Units. L'Escola de Salut Pública i Medicina Tropical va ser separada de l'Escola de Medicina en 1967.
El 23 d'abril de 1975 el president Gerald R. Ford, Jr., va pronunciar un discurs històric a la Universitat Tulane per anunciar la fi de la guerra de Vietnam, una setmana abans de la caiguda de Saigon.

### Segle XXI

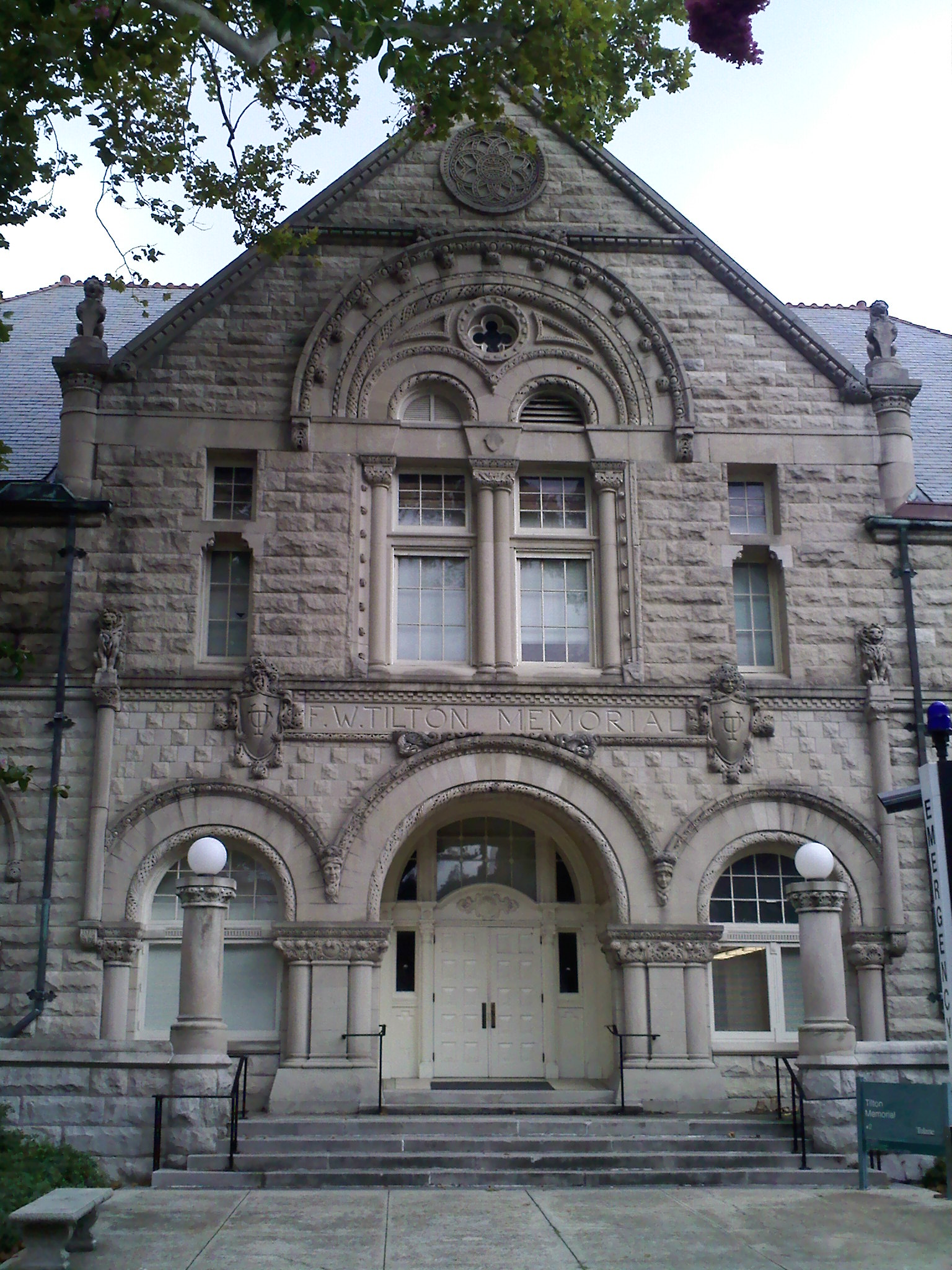
Tilton Memorial Hall, residència dels departaments d'Economia i d'Economia Política.

Com a resultat dels efectes de l'Huracà Katrina, a l'agost de 2005, la major part de la universitat va ser tancada per la segona vegada en la seva història. L'Escola de Salut Pública va romandre oberta i els seus programes van ser adaptats a l'eventualitat. L'Escola de Medicina va ser relocalizada temporalment a Houston, Texas. La majoria dels alumnes de la institució es van haver de dispersar en tot el país.
Per enfrontar la crisi econòmica que va derivar de l'huracà, l'administració universitària va anunciar un programa de renovació i activitats de solidaritat amb la ciutat de Nova Orleans que ha estat en procés de restauració des de la catàstrofe. Entre altres coses es van crear requisits de treball social per als alumnes de llicenciatura, que han contribuït a la regeneració dels béns de la universitat i de la ciutat en el seu conjunt.

## Campus
El campus principal de la universitat es localitza en l'avinguda Saint Charles, en la part nord de la ciutat de Nova Orleans. Consta d'una superfície de ca. 0,5 km², molt prop del parc Audubon. Establert en els anys de 1890, el campus tradicional és conegut pels seus bells jardins, la seva roureda i la seva arquitectura històrica. Se li coneix popularment com el Campus de Sant Carlos (St. Charles Campus).
El primer edifici per a finalitats acadèmiques construït a la universitat (1894) va ser el Gibson Hall, que alberga actualment les Escoles d'Arquitectura i Treball Social. Al centre del campus es troben la major part de les residències estudiantils, així com el Newcomb Campus, dissenyat per l'arquitecte James Gamble Rogers de Nova York, reconegut pel seu treball a un altre campus universitari famós, el de la Universitat Yale. En aquesta àrea del Newcomb Campus es troben els teatres de representació de belles arts.
Després de l'huracà Katrina, s'han continuat les construccions i, per descomptat, s'ha donat èmfasi a la restauració de les àrees danyades pel fenomen meteorològic. La més recent de les residències va ser acabada de construir precisament en 2005, i inaugurada en 2006, és la Lallage Feazel Wall Residential College. El Centre Lavin-Bernick per a la vida universitària es va renovar, convertint-se en un edifici amistós al medi ambient que es va obrir als estudiants en 2007. En 2009, la Universitat va alterar l'avinguda McAlister per convertir-la en un carrer per als vianants envoltat de jardins orientals adornats per magnolias japonesos i un sistema d'il·luminació molt cridaner. S'ha construït també un corredor per a bicicletes que va al llarg de l'avinguda St. Charles, enfront del campus universitari.

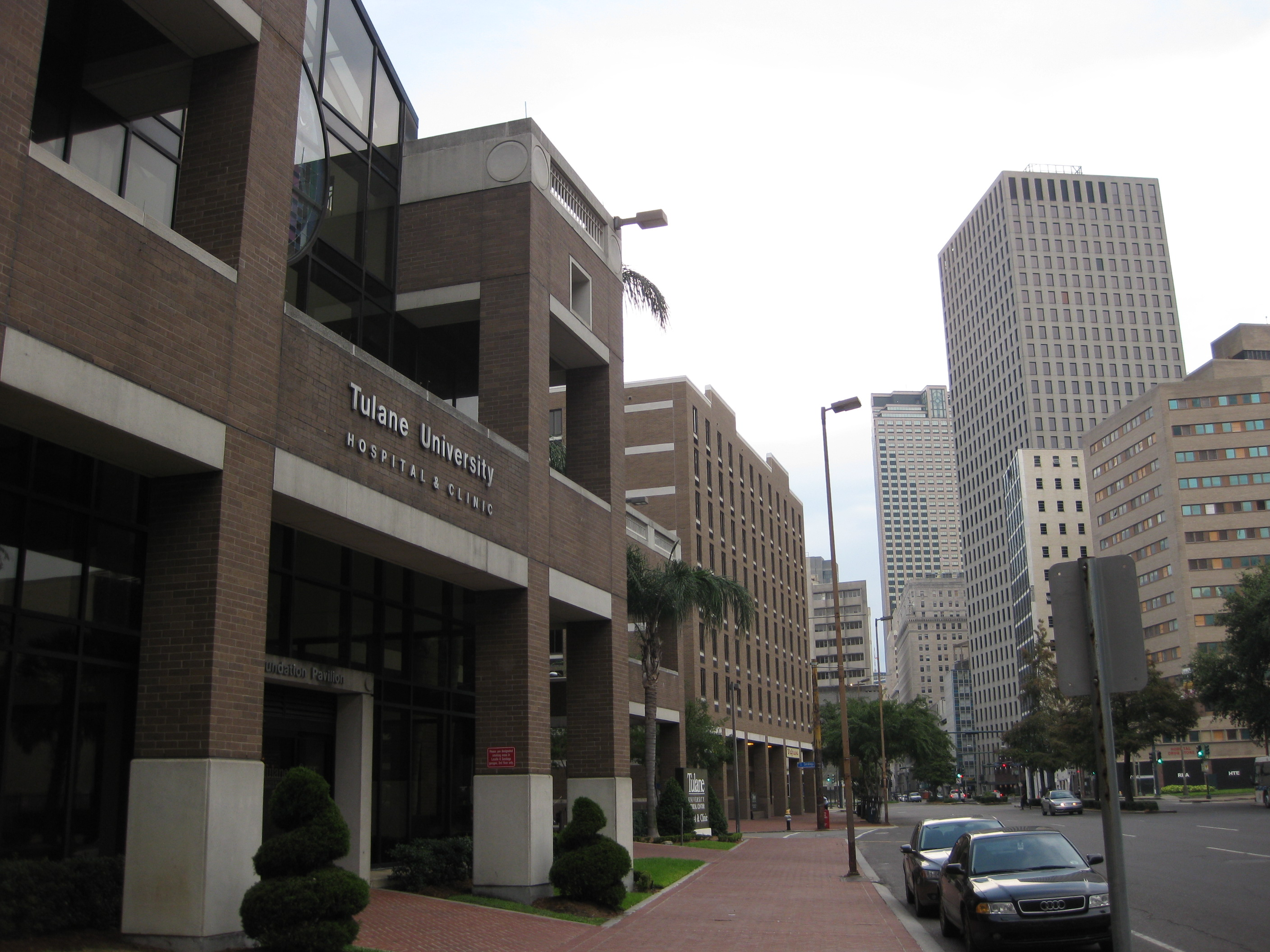
Hospital de la Universitat Tulane, localitzat en el districte mèdic de Nova Orleans.

- El campus on se situen les instal·lacions de la universitat per a les Ciències de la Salut, al centre de Nou Orleans prop del Louisiana Superdome.
- La Plaza Tulane University, localitzada en les avingudes Broadway i Leake Avenue de Nova Orleans.[14]
- El Centre Nacional per a recerca de primats situat en Covington, Louisiana, un de vuit centres per investigar assumptes de salut humana en primats dels Estats Units.
- Centre de Recerca F. Edward Hebert, prop de Belle Chasse, Louisiana, per a les ciències computacionals, la bioingeniería i la biologia.
- Campus satèl·lits per a la continuació dels estudis, localitzats en: el centre de Nova Orleans, en Elmwood, Louisiana; en Biloxi; i en Madison, Mississipi.[15][16]
- Programes diversos forans en Houston; Cali, Colòmbia; Santiago de Xile, Xile; Xangai, Xina; i Taipei, Taiwan, on s'ofereix en programa executiu de Màster en Administració d'empreses. La Universitat de Tulane té també un programa vinculat amb la Universitat de Ginebra, a Suïssa.
- L'Escola de Lleis Tulane ofereix cursos a Europa i programes d'estiu a Anglaterra, França, Alemanya, Grècia, Itàlia, i Holanda.[17]

## Organització i acadèmia

### Organització
Com a organització privada, la universitat ha estat governada des de 1884 per un Consell d'Administració que va ser establert en 1882. Des de llavors, han presidit aquest òrgan administratiu 14 persones.

### Escoles

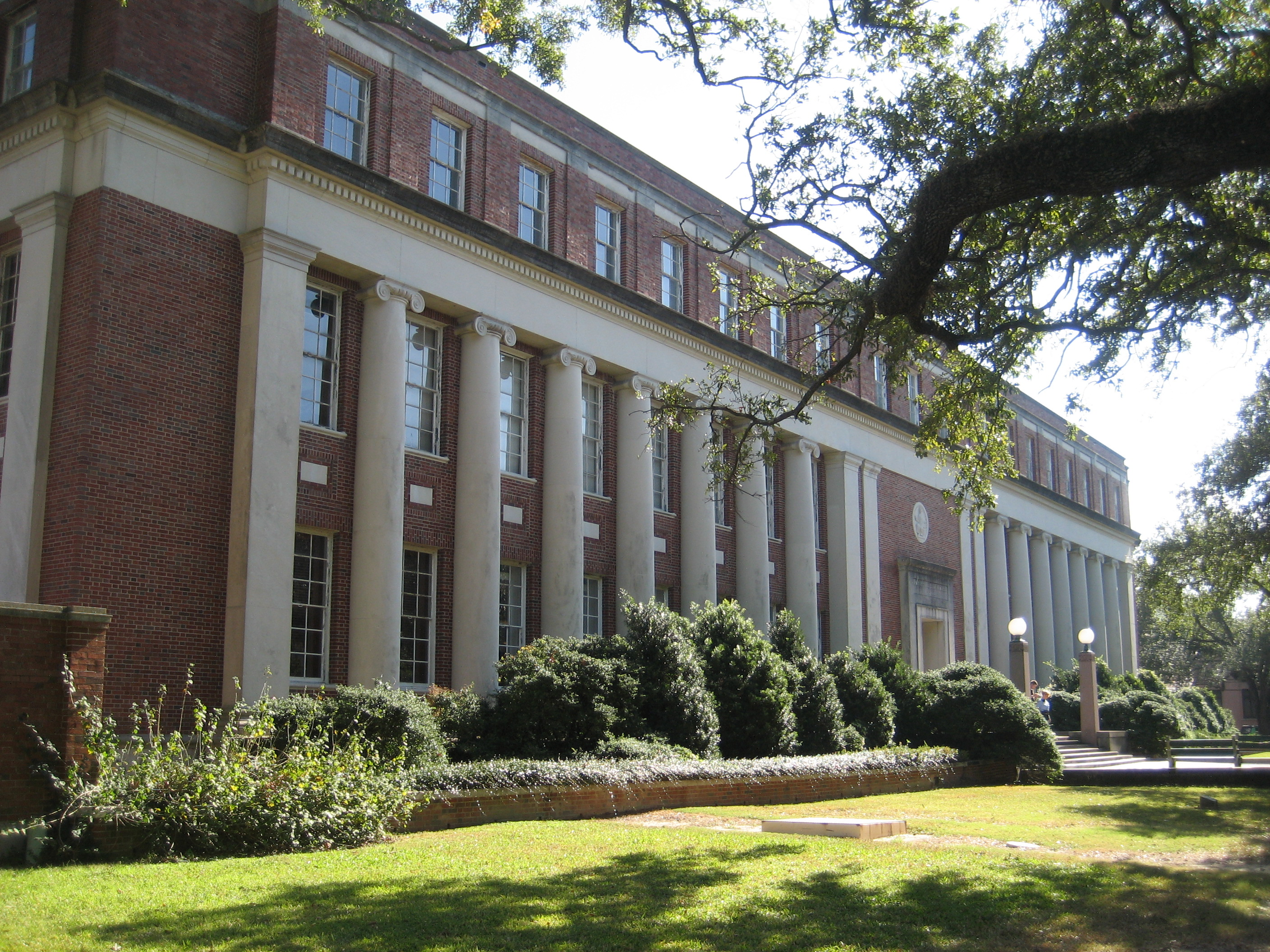
Jones Hall, local que va anar de l'Escola de Dret Tulane. Ara alberga entre altres dependències a la Biblioteca d'Estudis Clàssics i la d'Estudis Llatinoamericans.

La Universitat Tulane està organitzada en 10 escoles o centres que s'orienten a les arts, les ciències, i les professions especialitzades. Els estudiants de llicenciatura estan inscrits en el que es denomina Newcomb-Tulane College. Els programes de graduats i postgraduats són controlats des de les diferents facultats.
- Escola d'Arquitectura, els primers cursos de la qual es van inaugurar des de 1894, encara que existeix com a escola independent des de 1953.[20]

- Escola de Negocis Alfred Bird Freeman, nomenada així en honor d'un dels seus benefactors, que va ser president de la Coca Cua de Louisiana. Està classificada com l'escola de negocis número 44 dels Estats Units.[21]

- Escola de Dret, establerta en 1847, és la dotzena més antiga escola de dret dels Estats Units.[22]

- Escola d'Arts Liberals, que consta de 15 diferents departaments i 22 programes interdisciplinaris.[23]

- Escola de Medicina, fundada en 1834, va anar de fet la primera facultat a existir dins de la Universitat Tulane i és la quinzena escola de medicina més antiga dels Estats Units.[24]

- Escola de Salut Pública i Medicina Tropical, possiblement la més antiga dels Estats Units en la seva especialitat.

- Escola de Ciència i Enginyeria, on s'ensenyen les disciplines científiques, entre les quals estan: Enginyeria química, Enginyeria biomèdica, Biologia molecular, Ecologia, Matemàtiques, Neurociencia, Geologia i unes altres.[25]

- Escola de Ciències Socials i Serveis Públics fundada en 1914 que va tenir el primer programa de treball social del sud profund dels Estats Units.

- La Universitat Tulane ofereix un programa d'estudi continuat per mitjà de l'Escola d'Estudis Continuats.

- Recerca: Tulane té també diversos centres i instituts de recerca tant en la branca de les ciències aplicades com en les ciències socials.[26]

## Esports
El nom dels equips esportius de la universitat és Tulane Green Wave (català: Ona verda de Tulane). Els equips de la Green Wave participen en les competicions universitàries organitzades per la NCAA, i forman part de la American Athletic Conference.